# إيوا تومسون
إيوا تومسون (بالإنجليزية: Ewa Thompson)‏ هي دارسة سلافية ‏ أمريكية، ولدت في 23 أغسطس 1937 في كاوناس في ليتوانيا.